# 高萩保治
高萩 保治（たかはぎ やすはる、1928年9月1日 - 2016年10月2日）は、日本の音楽教育学者。
東京生まれ。1950年武蔵野音楽学校卒。小・中・高校での音楽教育に従事。1965年米国コロンビア大学ティーチャースカレッジ大学院修士課程修了。1969年武蔵野音楽大学助教授、1973年東京学芸大学助教授、教授、1993年定年退官、名誉教授、国立音楽大学客員教授、日本大学芸術学部教授。日本音楽教育学会、国際音楽教育協会（ISME）の会長を務めた。高萩宏は甥である。

## 著書
- 『効果的な音楽鑑賞指導法』日本音楽通信社 1958
- 『音楽鑑賞教育法』音楽之友社 1974
- 『音楽科教育法概説』建帛社 1990
- 『音楽教育の国際化 比較教育研究へのアプローチ』音楽之友社 1995

### 共編著
- 『音楽科教師をめざす人のために』沢崎真彦共編著 一ツ橋書店 1978
- 『情操の教育 遊び、読み物、音楽を通して』片岡徳雄共編著 放送大学教育振興会 1985
- 『音楽の生涯学習 理論と実際』中嶋恒雄共編著 玉川大学出版部 2000
- 『音楽学習のフロンティア』編著 玉川大学出版部 2003

### 翻訳
- ライフ・ベル・ピッツ『移り行く世界の音楽カリキュラム』目黒書店 1950

## 論文
- 高橋保治